# 317 هـ
317 هـ هي سنة في التقويم الهجري امتدت مقابلةً في التقويم الميلادي بين سنتي 929 و930.

## أحداث
- 14 ذو الحجة: القرامطة يدخلون مكة بزعامة أبي طاهر القرمطي، فقتلوا من الناس خلقاً كثيرا ـ ومنهم أبو سعيد البردعي شيخ الحنفية ـ واعتدوا على الكعبة، وأخذوا أستاراها وبابها، وأخذوا الحجر الأسود، وفعلوا الكثير من الجرائم والمنكرات.

## مواليد
- عبد العزيز بن الحارث التميمي
- محمد بن يبقى بن زرب

## وفيات
- ابن شقير
- الخبز أرزي
- ثمل القهرمانة

- ثمل القهرمانية
- أبو الفضل الشهيد
- أبو القاسم البغوي